# 中尾信一
中尾 信一（なかお しんいち、1972年 - ）は、日本の実業家、株式会社ネクストベース代表取締役社長。

## 人物・経歴
1972年、千葉県生まれ。小学校3年生の時に野球を始める。
千葉県立佐倉高等学校へ進み、高校野球夏の千葉県大会で4回戦に進出。
立教大学に進学し、野球部に所属し、高校、大学と長嶋茂雄と同じルートを歩んだ。大学時代のチームメイトには、川村丈夫（元横浜ベイスターズ）、広池浩司（元広島カープ）、早川大輔（元オリックス、ロッテ）らがいる。
小学生以来投手としてプレーしてきたが、大学3年時に肩を故障する。
大学卒業後、NTTに入社。職務の傍ら、2年間かけて教員資格を取得。会社ではデジタル分野での新規事業立ち上げなどに携わった後、2008年に同社を退職。
IT系ベンチャー企業の設立を経て、2014年に株式会社ネクストベースを設立し、代表取締役社長に就任。
IT技術を活用した投手の球質を解析するサービスなどを複数のプロ野球チームや選手に提供する。2022年8月には千葉県市川市に、民間企業としては日本初となるアスリートの成長を支援するスポーツ科学のR&Dセンターである「NEXTBASE ATHLETES LAB」を開設し、多くのアスリートが訪れる施設になっている。